# Bòstrix

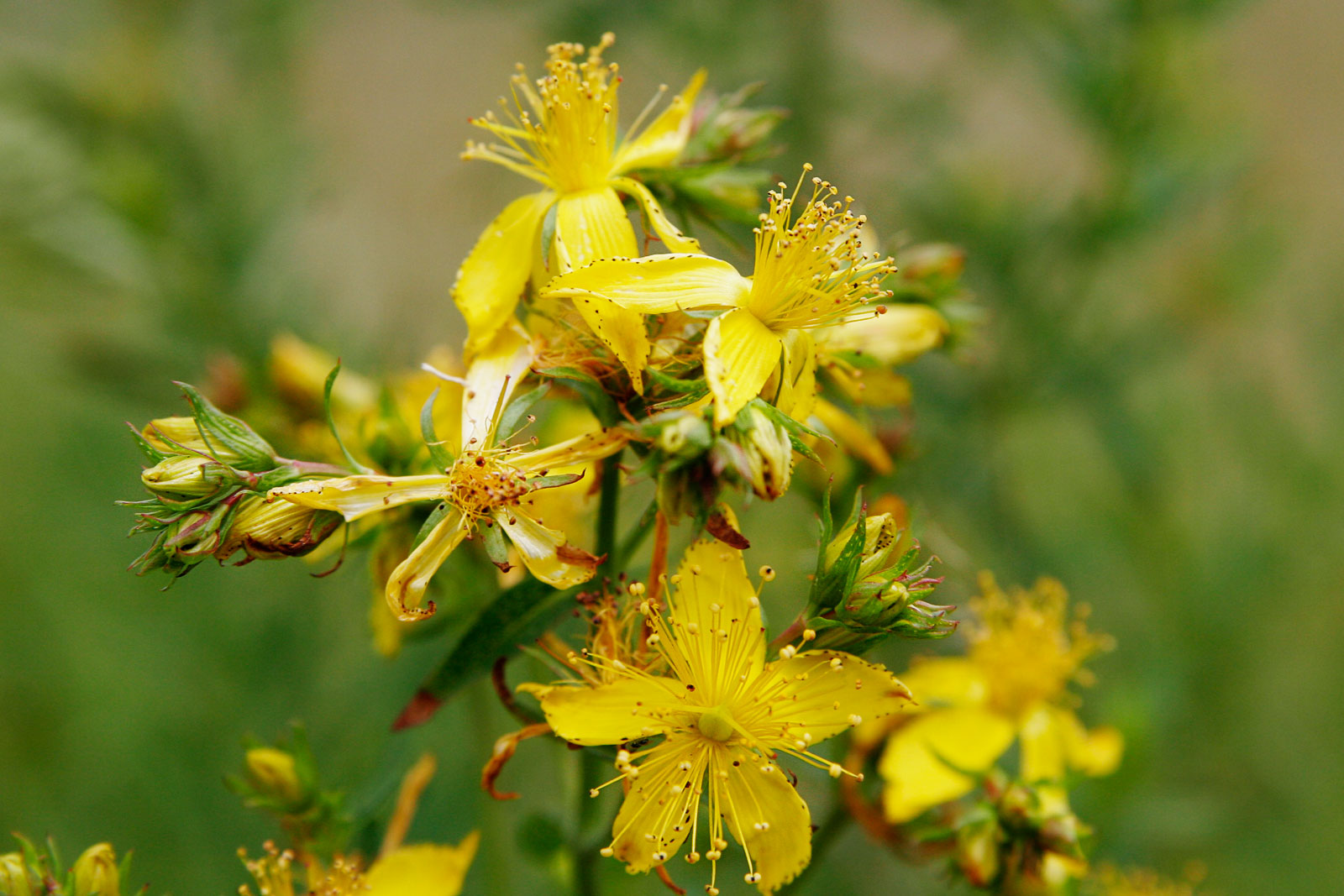
Inflorescència en bòstrix al pericó (Hypericum perforatum)

En botànica bòstrix fa referència a un tipus d'inflorescència caracteritzada per ser un monocasi helicoidal i on les flors se situen en més d'un pla.